# جودي رانكين
جودي رانكين (بالإنجليزية: Judy Rankin)‏ (من مواليد 18 فبراير عام 1945) لاعبة غولف محترفة وبرودكاستر اميركية الجنسية. وعضوه في قاعة الجولف العالمية، انضمت إلى جمعية لاعبات التنس للمحترفين في عام 1962 وهي في سن السابع عشر، وفازت بـ 26 جولة.

## روابط خارجية
- جودي رانكين على موقع رابطة لاعبات الغولف المحترفات (الإنجليزية)

- جودي رانكين at the LPGA Tour official site
- Judy Rankin bio نسخة محفوظة 29 ديسمبر 2007 على موقع واي باك مشين.